# Букал, Йосип
Иосиф Букал (сербохорв. Josip Bukal; 15 ноября 1945, Окешинец — 27 августа 2016, Сараево) — югославский футболист, игравший на позиции нападающего. По завершении игровой карьеры — тренер. Выступал за клубы «Железничар» и «Стандард» (Льеж), а также национальную сборную Югославии. Чемпион Югославии.

## Клубная карьера
Букал родился в посёлке Окешинець вблизи Иваныч-Града, где и получил начальное образование, после чего переехал в Велики-Црлени (Сербия), где закончил 5, 6 и 7-й классы. В 15-летнем возрасте переехал в Сараево.
Футбольный путь Иосифа начался в местной молодёжной команде «Железничар». В одной из игр молодёжного чемпионата отличился 10-ю голами, а в 1963 году дебютировал за первую команду сараевского клуба. В  «Железничаре» сыграл 290 матчей и отличился 128 голами. Таким образом, он стал вторым лучшим в истории клуба бомбардиром. Был игроком «Железничара» в 1972 году, когда команда выиграла Чемпионат Югославии.
В 1973 году уехал в Бельгию, где стал игроком льежского «Стандарта». В новом клубе был среди лучших голеадоров, отличаясь забитым голом в среднем в каждой третьей игре чемпионата. В команде выступал на протяжении трех сезонов, а в Кубке УЕФА сезона 1973/74 годов стал 3-м лучшим бомбардиром турнира. В 1975 году вместе с командой выиграл Кубок бельгийской лиги. Перед завершением карьеры Букало вернулся в Югославию, где, отыграв ещё один сезон за «Железничар», в 1977 году завершил карьеру футболиста. Был известен среди болельщиков благодаря мощному удару.

## Выступления за сборную
Вызывался также в национальную сборную. Выступал также в юниорской и молодежной сборных Югославии. 12 октября 1966 года дебютировал в составе национальной сборной Югославии в победном (3: 1) товарищеском поединке против сборной Израиля. Йосим отметился дублем в том поединке. 4 июня 1969 года в поединке против сборной Финляндии вновь отличился двумя голами. Это же достижение он повторил и 14 октября 1970 года, в ворота сборной Люксембурга. Вместе со сборной был участником квалификационных турниров к Чемпионату мира 1970 года и Чемпионата Европы 1972 года. Последний раз двумя голами в футболке югославской сборной отличился 22 сентября 1971 года в товарищеском поединке против сборной Мексики. Последний раз в футболке национальной сборной вышел на поле 29 мая 1974 в поединке против сборной Венгрии. В течение карьеры в национальной команде, которая длилась 9 лет, провел в форме главной команды страны 24 матча, забив 10 голов .

## Карьера тренера
После завершения игровой карьеры работал в клубе «Железничар». Тренировал молодежный состав, а в сезоне 1987/88 годов был ассистентом Благое Братича.
Умер 30 августа 2016 года на 71-м году жизни в городе Сараево. У него осталась жена и дети .

## Титулы и достижения
- чемпион Югославии
  - Чемпион (1): 1971/72